# Albert Mendelsburg
Albert Mendelsburg (28. května 1828 Krakov – 15. července 1911 Krakov) byl rakouský podnikatel, bankéř a politik židovského původu a polské národnosti z Haliče, v 2. polovině 19. století poslanec Říšské rady.

## Biografie
Vystudoval polytechniku v Krakově. Působil jako kupec, od roku 1851 jako bankéř. Založil jeden z nejstarších bankovních domů v Krakově, který fungoval až do roku 1912 pod jménem Bankovní ústav Alberta Mendelsburga. Byl židovského původu, ale patřil ke stoupencům etnické asimilace a podporoval polské národní hnutí. V roce 1865 se stal členem komise pro vypracování nového statutu židovské náboženské obce v Krakově. Zasedal i v městské radě.
Byl poslancem Říšské rady (celostátního parlamentu). Usedl sem v prvních přímých volbách roku 1873 za kurii obchodních a živnostenských komor, obvod Krakov. Slib složil 5. listopadu 1873. V roce 1873 se uvádí jako Albert Mendelsburg, obchodník, bytem Krakov. V parlamentu zastupoval slovanský opoziční tábor. V roce 1878 se uvádí jako člen poslanecké frakce Polský klub.
Od roku 1879 působil jako prezident pobočky rakouské národní banky v Krakově. Od roku 1885 do roku 1896 zastával post viceprezidenta obchodní a živnostenské komory v Krakově a od roku 1897 do roku 1906 jejího prezidenta. Byl mu udělen Řád Františka Josefa a Řád železné koruny.